# وادي الأربعاء
وادي الأربعاء هو مجرى مائي ينبع من جبال الخشنة ويسري في أولاد عيسى سيدي داود  ليصب شرق جنات ثم في البحر الأبيض المتوسط مرورا بولاية بومرداس.

## الوصف
يُعتبر وادي الأربعاء من أهم المجاري المائية في المستجمع المائي شرق مدينة جنات وغرب مدينة سيدي داود في ولاية بومرداس، وتصل مساحة هذا الحوض الهيدروغرافي إلى نحو 35 كيلومتر مربع في «جبال الدروع» ضمن جبال الخشنة.
وتنحدر الشعاب المكونة لهذا الوادي من ارتفاع 550م من بلديتي أولاد عيسى وسيدي داود لتواصل مياه هذا الوادي الانحدار مرورا ببلدية جنات إلى غاية مصبه في البحر الأبيض المتوسط على الحدود ما بين بلديتي سيدي داود وجنات.
وتساهم الينابيع الجبلية الكثيرة، بالإضافة إلى مياه الأمطار وذوبان الثلوج، في تجميع مياه هذا المجرى المائي الهام في ولاية بومرداس، الذي يحده شرقا وادي سيباو وغربا وادي يسر.

## المسار
يمر «وادي الأربعاء» عبر ولاية جزائرية ساحلية واحدة في جبال الخشنة
| رقم | ولاية بومرداس |
| --- | ------------- |
| 01  | أولاد عيسى    |
| 02  | سيدي داود     |
| 03  | جنات          |

## الطرقات
يتقاطع «وادي الأربعاء» مع العديد من الطرق أثناء مساره.
| رقم | ولاية بومرداس         | الإحداثيات |
| --- | --------------------- | ---------- |
| 01  | الطريق الوطني رقم 24  |            |
| 02  | الطريق الولائي رقم 18 |            |

## التلوث
يتميز وادي الأربعاء بالقليل من التلوث المائي بحكم مساره المتواجد خارج النسيج الحضري والعمراني لمدينتي سيدي داود وجنات وضاحيتيهما.
إلا أن التفريغ العشوائي للمواد الصلبة والهامدة والردوم قد ضيقت قاع مجرى الوادي على طول مساره خارج المدينتين، بالإضافة إلى مياه الصرف الصحي للقرى المجاورة لمساره، والتي حولته إلى مصدر للروائح الكريهة والحشرات الضارة.

## الفيضانات
تتسبب مياه الأمطار القادمة من أعالي بلديات أولاد عيسى وسيدي داود وجنات في فيضان وادي الأربعاء خلال الفصل الماطر، وتؤدي أحيانا إلى غرق مصبه قرب جسر الطريق الوطني رقم 24، ويعود سبب الفيضان في ردم مجمع مياه الأمطار بالأتربة والحجارة.
ويُنتظر درء هذه المفسدة عند مواصلة مشروع ازدواجية هذا الطريق الوطني عبر إنجاز جسر عال ومرتفع لمنع مياه مجرى هذا الوادي من الفيضان على الطريق.

## السد المائي
تم الشروع في بناء سد مائي (إحداثياته: ) على مجرى وادي الأربعاء لحماية «قرية السوانين» في بلدية سيدي داود، بالإضافة إلى «قرية أولاد بونوة» في بلدية جنات، من فيضانه المتكرر، وذلك خلال عام 1973م.
ووقع استلام «سد وادي الأربعاء» الواقع بين «سيدي داود» و«جنات»، المسمى كذلك «سد سيدي داود» أو «سد حمرونة»، خلال عام 1975م بسعة 3.7 مليون متر مكعب كافية لمنع السيول من الانحراف نحو القريتين الساحليتين «السوانين» و«أولاد بونوة».
وبالإضافة إلى حماية هاتين القريتين من الفيضان مع جسر الطريق الوطني رقم 24، تم استغلال هذا السد المائي مع سد شندر و«سد جنات» في مجال تربية الأحياء المائية ابتداء من شهر أفريل 2010م عبر استزراع الأسماك في حوضه المائي المستعمل في السقي، وذلك من خلال استزراع فحل الشبوط الفضي وفرخ التيلابيا الحمراء.
ولا تصلح مياهه لشرب المواطنين في قرى سيدي داود وجنات وحتى أولاد عيسى الجبلية، مما يستدعي جلب المياه العذبة من مصادر أخرى.
وتتصف مياه هذا السد بكونها ثقيلة لا تسمح بالسباحة الآمنة، مما جعل بعض المغامرين بالسباحة فيه يغرقون في أوحال ضفافه.
وفور استلام هذا السد الحاجز لسيول وادي الأربعاء في منتصف السبعينات، استبشر الفلاحون في سيدي داود بإمكانية استغلال مياهه لسقي مزروعاتهم، إلا أن قدم وتخريب وسرقة مضخات وقنوات الري من «سد حمرونة» نحو الحقول قد منع تطوير زراعة الخضراوات شرق «سهل يسر» وغرب «سهل دلس».
ورغم تصميم هذا السد لسقي أكثر من 609 هكتارا من الحقول، إلا أن المزارعين يلجؤون إلى مياه الصهاريج المكلفة ماليا قصد الحفاظ على شعبة زراعة الخضراوات في هذه المنطقة الساحلية.
وقد سُجلت وعود لإعادة تهيئة السد بالمضخات الجديدة والقنوات الكبيرة لاستغلال أمثل لمياهه المخزنة، وإعادة الجذب السياحي إلى هذه المنطقة قرب «غابة بوبراق» و«جبل سيدي داود» على ارتفاع 595م.
وبحكم عدم الضخ الدوري لمياه هذا السد، فإن الطمي قد غمر نحو نصف سعة وحجم حوضه منذ عام 1978م، مما يقتضي برمجة مشروع عملية نزع الأوحال منه للحصول على الكميات اللازمة من مياه السقي الضرورية.
وما يشجع على إعادة تأهيل هذا السد هو وجود هيكل «محطة تحويل المياه» القديمة بالإضافة إلى «خزانين مائيين» في قريتي «السوانين» و«الأعرج».

### مواضيع ذات صلة
- المجاري المائية في الجزائر
- قائمة أنهار الجزائر
- وزارة الموارد المائية الجزائرية
- نظام مائي للوديان
- نظام مطري للوديان
- الأطلس التلي
- جبال الخشنة
- ولاية بومرداس
- قائمة شواطئ الجزائر
- قائمة شواطئ العالم
- السياحة في الجزائر
- قائمة أهم المعالم السياحية في العالم

### وصلات خارجية
- وكالة حماية ساحل ولاية الجزائر
- وزارة الموارد المائية الجزائرية
- موقع ولاية بومرداس